# カーラ・トーマス
カーラ・トーマス（Carla Thomas、1942年12月21日 - ）は、アメリカ合衆国テネシー州メンフィス出身のソウル歌手である。
ルーファス・トーマスの娘として生まれ、親子で「Cause I Love You」を録音した。その後、発表したシングル「Gee Whiz」はアトランティック・レコードによる配給で、全米ヒットとなった

## ディスコグラフィ

### スタジオ・アルバム
- 『ジー・ウィズ』 - Gee Whiz (1961年、Atlantic)
- 『コンフォート・ミー』 - Comfort Me (1965年、Stax)
- 『カーラ』 - Carla (1966年、Stax)
- 『ザ・クイーン・アローン』 - The Queen Alone (1967年、Stax)
- Memphis Queen (1969年、Stax)
- Love Means... (1971年、Stax)

### ライブ・アルバム
- Live in Memphis (2002年、Memphis International)
- Live at the Bohemian Caverns (2007年、Stax/Concord) ※1967年5月27日、ワシントンD.C.でのライブ録音

### コラボレーション・アルバム
- 『キング&クイーン』 - King & Queen (1967年、Stax) ※with オーティス・レディング

### コンピレーション・アルバム
- The Best of Carla Thomas (1969年、Stax)
- Hidden Gems (1991年、Stax) ※1960年-1968年録音の未発表曲
- Gee Whiz: The Best of Carla Thomas (1994年、Rhino)
- 『メンフィス・ソウルのプリンセス 初期音源集 1960-1962』 - The Memphis Princess: Early Recordings 1960-1962 (2002年、Jasmine)
- 『レット・ミー・ビー・グッド・トゥ・ユー〜アトランティック・スタックル・レコーディングス』 - Let Me Be Good To You (The Atlantic & Stax Recordings 1960-1968) (2020年、SoulMusic)